# ファタール
『ファタール』（原題:Fatale）は2020年に公開されたアメリカ合衆国のスリラー映画である。監督はデオン・テイラー、主演はヒラリー・スワンクが務めた。
本作は日本国内で劇場公開されなかったが、Netflixでの配信が行われている。

## 概略
スポーツエージェントのデリック・タイラーは公私ともに順調な生活を送っていた。そんなある日の夜、デリックの家に謎の男が侵入してきた。揉み合いの末に何とか男を撃退したデリックだったが、事件の捜査に当たる刑事の顔を見て仰天した。その刑事、ヴァレリー・クインランは数日前にデリックがナイトクラブで誘惑した女性だったのである。デリックはヴァレリーの不思議な魅力に引き込まれていき、事件の奥深くへと迷い込んでしまう。

## キャスト
※括弧内は日本語吹替。
- ヴァレリー・クインラン刑事：ヒラリー・スワンク（本田貴子）
- デリック・タイラー：マイケル・イーリー（田村真）
- レイフ・グライムズ：マイク・コルター（竹田雅則）
- ビル・クレインプール：ジェフリー・オーウェンズ
- トレイシー・タイラー：ダマリス・ルイス（北西純子）
- カーター・ヘイワード：ダニー・ピノ（中村和正）
- ロウ：デヴィッド・ホフリン
- ストールマン：サム・デイリー
- タイリン・アバナシー：タイリン・ターナー（江藤博樹）
- ミカエラ：カリ・ホーク（熊谷海麗）
- デリックの母：デニーズ・ダウス（斎藤こず恵）
- バンビー：コンプトン・メナス（田島章寛）
- 本人役：ランス・スティーブンソン（江頭宏哉）
- 受付の女性：ハジン・チョ（高原美樹）

## 製作
2018年8月10日、デオン・テイラー監督の新作映画にヒラリー・スワンクが出演することになったと報じられた。9月17日、マイケル・イーリーとマイク・コルターの起用が発表された。20日、ジェフリー・オーウェンズがキャスト入りした。同月、本作の主要撮影がロサンゼルスで始まった。2020年2月5日、ジェフ・ザネリが本作で使用される楽曲を手がけるとの報道があった。

## 公開・マーケティング・興行収入
2019年8月22日、ライオンズゲートが本作の全米配給権を購入したと報じられた。2020年12月4日、本作のオフィシャル・トレイラーが公開された。18日、本作は全米1107館で封切られ、公開初週末に91万ドルを稼ぎ出し、週末興行収入ランキング初登場3位となった。
当初、本作は2020年6月19日に全米公開される予定だったが、新型コロナウイルスの流行が拡大したため、公開スケジュールから一旦引き上げられた。その後も、公開日は2020年10月30日→2021年→2020年12月18日と変更されていった。

## 評価
本作に対する批評家の評価は平凡なものに留まっている。映画批評集積サイトのRotten Tomatoesには70件のレビューがあり、批評家支持率は44%、平均点は10点満点で4.9点となっている。サイト側による批評家の見解の要約は「『ファタール』は同一の主題を扱った他の多くの作品よりは良い出来映えである。しかし、優れたエロティック・スリラー映画ほどの熱量・興奮を生み出せていない。」となっている。また、Metacriticには13件のレビューがあり、加重平均値は42/100となっている。なお、本作のCinemaScoreはB+となっている。